# Ходибкі
Ходибкі (пол. Chodybki) — село в Польщі, у гміні Козьмінек Каліського повіту Великопольського воєводства.
Населення — 447 осіб (2011).
У 1975-1998 роках село належало до Каліського воєводства.

## Демографія
Демографічна структура станом на 31 березня 2011 року:
|          | Загалом | Допрацездатний вік | Працездатний вік | Постпрацездатний вік |
| -------- | ------- | ------------------ | ---------------- | -------------------- |
| Чоловіки | 216     | 50                 | 142              | 24                   |
| Жінки    | 231     | 55                 | 126              | 50                   |
| Разом    | 447     | 105                | 268              | 74                   |